# Regele Bumbac

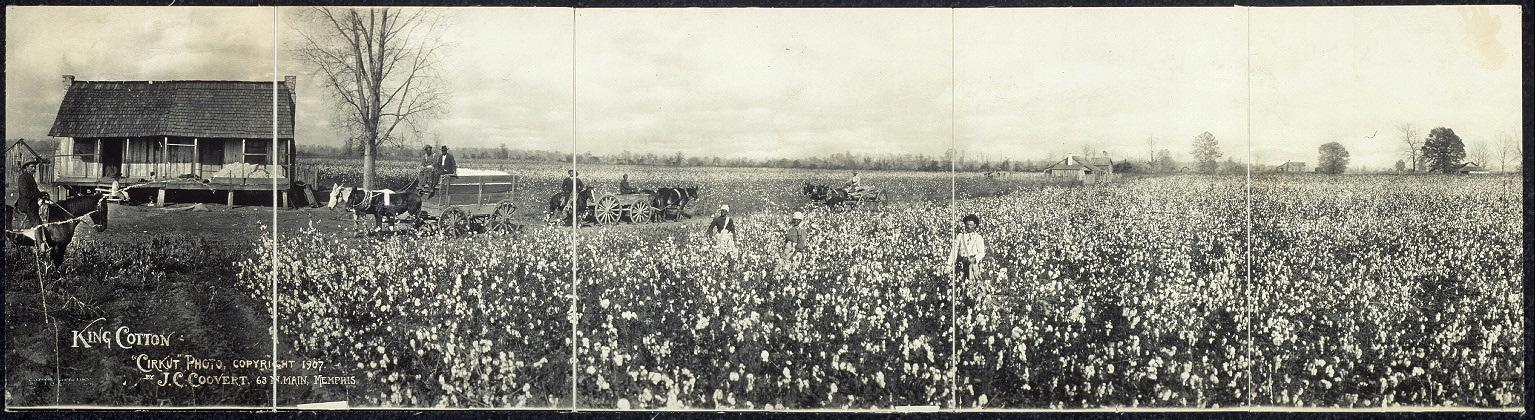
Fotografia panoramică din 1907, intitulată „Regele bumbac”, reprezentând o plantație de bumbac

„Regele Bumbac” este un slogan care a rezumat strategia folosită în perioada dinainte de Războiul Civil American (1861–1865) de către susținătorii secesiunii statelor din Sud (viitoarele State Confederate ale Americii), prin care susțineau fezabilitatea secesiunii și capacitatea statelor din care făceau parte de a purta un război cu statele nordice. Teoria lor susținea că, atâta vreme cât dețineau controlul asupra exportului de bumbac, puteau să susțină independența și prosperitatea economică a unei viitoare Confederații. Mai mult chiar, ei susțineau că vor reuși să ruineze industria de textile din New England și — cel mai important — aveau să forțeze Regatul Unit și poate și Franța să sprijine militar Confederația, deoarece economiile lor erau dependente de bumbacul sudist. Sloganul, acceptat ca un adevăr în tot Sudul, a ajutat la obținerea susținerii populare pentru secesiune. Până în februarie 1861, cele șapte state ale căror economii erau bazate pe cultura bumbacului au hotărât să se desprindă din SUA și să formeze Confederația. În același timp, celelalte opt state sclavagiste, care nu aveau producție de bumbac, sau aveau o producție nesemnificativă, au rămas în Uniune.
Pentru a demonstra presupusa putere a Regelui Bumbac, negustorii sudiști de bumbac au refuzat spontan să își exporte bumbacul la începutul anului 1861. Acesta nu a fost o decizie guvernamentală. Până în vara aceluiași an, Marina Uniunii⁠(d) a instaurat blocada navală împotriva principalelor porturi confederate și a reușit să reducă exportul acestei materii prime cu peste 95%. Cum țesătoriile britanice avea stocuri mari de bumbac, ele nu au suferit imediat din cauza embargoului nordist. Mai mult, valoarea stocurilor a crescut rapid. Pentru britanici, intervenția în conflictul american ar fi presupus intrarea în război cu SUA și încetarea importului de alimente. Aproximativ un sfert din importurile de alimente ale britanicilor proveneau din SUA, iar marina militară americană putea distruge comerțul britanic, dacă corăbiile Marinei Regale ar fi fost destinate apărării convoaielor cu bumbac. Britanicii nu s-au lăsat amăgiți de „Regele Bumbac” și nu au intervenit în conflict. Prin urmare, strategia bazată pe exploatarea exporturilor de bumbac s-a dovedit un eșec pentru Confederație, Regele Bumbac nu a reușit să salveze noua națiune, iar blocada Uniunii a împiedicat venirea resurselor de aur de care Confederația avea nevoie cu disperare. Mai important, credința greșită a dus la presupuneri nerealiste cum că războiul avea să fie câștigat datorită intervenției puterilor europene numai dacă sudiștii ar fi rezistat suficient de mult.

## Istoria
Statele americane din Sud sunt cunoscute pentru verile lungi și călduroase și pentru pământurile mănoase aflate de-a lungul văilor râurilor, care erau ideale pentru cultura bumbacului. În 1860, plantațiile sudiste asigurau aproximativ 75% din bumbacul folosit la nivel mondial. Porturile folosite pentru exportul bumbacului erau Houston, New Orleans, Charleston, Mobile, Savannah și alte câteva mai mici.
Cererea europeană de bumbac în continuă creștere era rezultatul Revoluției Industriale, care dusese la apariția mașinilor și fabricilor pentru prelucrarea bumbacului brut și obținerea unor haine mai ieftine și de calitate superioară produselor obținute de către micii meșteșugari. Achizițiile din Noua Anglie și Europa au crescut exploziv de la 720.000 de baloți în 1830 la 2,85 milioane de baloți în 1850 și la 5 milioane în 1860. Producția de bumbac a creat, pe de altă parte, o creștere a cererii de sclavi, după scăderile înregistrate pe piața tutunului de la sfârșitul secolului al XVIII-lea. Odată cu creșterea suprafețelor cultivate cu bumbac, creștea și cererea de sclavi pentru recoltare. Până în 1860, în ajunul izbucnirii Războiului Civil, bumbacul reprezenta aproximativ 60% din exporturile americane, cu o valoare de aproape 200 de milioane de dolari anual. 
Locul central ocupat de bumbac în economia națională și importanța internațională a acestuia l-au făcut pe senatorul James Henry Hammond⁠(d) din Carolina de Sud să facă faimoasa sa declarație din 1858:
„Fără a trage cu arma, fără a scoate sabia, dacă ar declanșa războiul împotriva noastră, am putea aduce întreaga lume la picioarele noastre ... Ce s-ar întâmpla dacă nu ar fi furnizat bumbac timp de trei ani? ... Anglia s-ar da peste cap și ar atrage întreaga lume civilizată ca să salveze Sudul. Nu, să nu îndrăzniți să faceți război cu bumbacul. Nici o putere de pe Pământ nu îndrăznește îi declare război. Bumbacul este rege. ”
Liderii Confederației nu s-au străduit prea mult să afle punctele de vedere ale industriașilor sau diplomaților europeni, până când i-au trimis în misiune pe ambasadorii James Mason⁠(d) și John Slidell⁠(d). Misiunea lor a dus la incidentul diplomatic cunoscut ca „Afacerea Trent”.

## Poziția britanicilor
În momentul în care a izbucnit războiul, fermierii confederați, acționând spontan, fără ordine guvernamentale, și-au păstrat recoltele în magazii, așteptând creșterea prețurilor și declanșarea crizei economice în Regatul Unit și Noua Anglie, și reacția opiniei publice britanice. Chiar dacă britanicii ar fi intervenit, aceasta ar fi dus la război cu Statele Unite și la pierderea de către englezi a pieței americane, încetarea importurilor de cereale americane, apariția unor riscuri de securitate pentru Canada și pentru marina comercială britanică, totul doar pentru promisiunea incertă a creșterii importului de bumbac. În afară de toate acestea, în primăvara anului 1861, depozitele europene erau sufocate de un surplus de bumbac, al cărui preț avea să crească în curând. Din acest ultim motiv, profiturile importatorilor de bumbac au crescut fără să fie nevoie de implicarea puterilor europene în război. Uniunea a impus o blocadă navală, închizând toate porturile confederate pentru traficul comercial normal. Ca urmare, sudul nu a putut să își exporte aproximativ 95% din bumbacul din depozite. Cu toate acestea, anumite cantități de bumbac au fost exportate cu vase care au spart blocada, sau prin transportul terestru prin Mexic. Diplomația bumbacului promovată de ambasadorii James Murray Mason⁠(d) și John Slidell⁠(d) a eșuat complet datorită incapacității Confederației să își exporte bumbacul și a robusteții economiei britanice, care a reușit să depășească efectele crizei industrie textile din 1862–1864.
După ce armatele Uniunii au înaintat în regiunile producătoare de bumbac din sud în 1862, nordul a rechiziționat tot bumbacul disponibil, l-a trimis pentru prelucrare în fabricile pe care le controla sau l-a exportat în beneficiul său în Europa. Pe de altă parte, producția de bumbac a crescut în alte regiuni – în India cu 70%, în Egipt⁠(d), dar și în Brazilia, unde exportul anual a crescut în zece ani cu 400%.

## Economia
În momentul în care a izbucnit războiul, confederații au refuzat să exporte bumbacul în Europa. Scopul lor era ca diplomația bumbacului să forțeze intervenția puterilor europene în conflict. Cu toate acestea, statele europene nu au intervenit și, după decizia lui Abraham Lincoln de a impune blocada navală, Sudul nu a mai reușit să își vândă cele câteva milioane de baloți de bumbac pe care îi avea în stoc. Producția de bumbac a crescut în alte părți ale lumii, ca în India și Egipt, pentru asigurarea necesarului. Marile profituri obținute din comerțul cu bumbac a fost unul dintre motivele cuceririi Asiei Centale de către Imperiul Rus. Un ziar controlat de englezi, The Standard⁠(d) din Buenos Aires, în cooperare cu Manchester Cotton Supply Association, a reușit să îi încurajeze pe fermierii argentinieni să crească producția de bumbac destinată exportului în Regatul Unit.
Profesorul David G. Surdam (1998) își punea întrebarea: „cererea pentru bumbacul american semiprelucrat a scăzut în timpul anilor 1860, chiar dacă cererea totală pentru bumbac a crescut?” Cercetătorii de până la el au afirmat că Sudul a trebuit să facă față stagnării sau scăderii cererii pentru bumbacul cultivat aici. Modelul mai complet al pieței bumbacului descris de Surdam a adăugat date suplimentare, a demonstrat că reducerea aprovizionării cu bumbac american provocată de Războiul Civil a distorsionat estimările antebelice pentru această materie primă. Fără întreruperea aproape totală a aprovizionării cu bumbac american, cererea mondială pentru acesta ar fi rămas ridicată. 
Economistul Stanley Lebergott consideră că Sudul a eșuat în timpul războiului deoarece a rămas legat prea multă vreme de credința în importanța Regelui Bumbac. Deoarece obiectivul Sudului pe termen lung a fost realizarea unui monopol mondial al bumbacului, a dedicat cultivării bumbacului prea multă forță de muncă a sclavilor și prea multe terenuri, în loc să cultive alimentele mult mai necesare. 
„Regele Bumbac” s-a dovedit o amăgire care a condus în mod greșit Confederația într-un război fără speranță pe care l-a pierdut în cele din urmă.

## Resurse internet
- Cotton King Cartoon
- King Cotton